# Hippokrates-Gletscher
Der Hippokrates-Gletscher ist ein 5 km langer und 3 km breiter Gletscher im Osten der Brabant-Insel des Palmer-Archipels vor der Westküste der Antarktischen Halbinsel. Er fließt in südöstlicher Richtung und mündet in die Buls-Bucht.
Der Gletscher erscheint namenlos auf einer argentinischen Karte aus dem Jahr 1953. Fotografiert wurde er zwischen 1956 und 1957 durch die Hunting Aerosurveys Ltd. Diese Luftaufnahmen dienten der Kartierung im Jahr 1959. Das UK Antarctic Place-Names Committee benannte den Gletscher am 23. September 1960 nach dem griechischen Arzt Hippokrates (≈ 460 v. Chr. – ≈ 370 v. Chr.).